# Alcamil e Aluafi (vilaiete)
Alcamil e Aluafi (em árabe: الكامل و الوافي; romaniz.: āl-Kāmil ū āl-Ūāfī) é um vilaiete da província Sudeste, no Omã, com capital em Alcamil e Aluafi. Segundo censo de 2010, tinha 22 816 habitantes. Compreende área de 1 055 quilômetros quadrados.

## Localidades do vilaiete
- Abu Harxa (ابو حرشة) 6 habitantes[2]
- āl-Batin (الباطن) - 112 habitantes[3]
- Alcamil e Aluafi (الكامل و الوافي) - 20 325 habitantes[4]
- āl-Marah (المرة) - 155 habitantes[5]
- ār-Raq (الرق) - 106 habitantes[6]
- ār-Raq 2 (الرق) - 21 habitantes[2]
- Garara (غرارة) - 113 habitantes[7]
- Hasīnah (حصينة) - 117 habitantes[8]
- Āīstin (ايستن) - 38 habitantes[2]
- Mazra (مزرع) - 17 habitantes[2]
- Sabte (سبت) - 275 habitantes[9]
- Saīq (سيق) - 289 habitantes[10]
- Saīh ās-Sulb‎ (سيح الصلب) - 13 habitantes[2]
- Saīh Ḫiam (سيح خيام) - 6 habitantes[2]
- Ṭahūah (طهوة) - 584 habitantes[11]
- Taui Aixa (طوي عائشة) - 231 habitantes[12]
- Taui Haqaīn (طوي حقين) - 417 habitantes[13]
- Taui Hatim (طوي حاتم) - 578 habitantes[14]
- Taui Maomé Saíde (طوي محمد سعيد) - 310 habitantes[15]
- Taui Mubaraque (طوي مبارك) - 14 habitantes[2]
- Taui Najuri (طوي ناجوري) - 231 habitantes[16]
- Taui Ualade Halis (طوي ولد حليس) - 13 habitantes[2]
- Tai (طي) - 382 habitantes[17]
- Um Baxir (ام بشير) - 289 habitantes[18]
- Uádi Almil (وادي الملح) - 142 habitantes [19]
- Uádi Bei (وادي باي) - 4 habitantes[2]
- Uádi Lá (وادي لا) - 327 habitantes[20]
- Uádi Marḫah (وادي مرخة) - 93 habitantes[21]
- Uádi Tal (وادي تال) - 100 habitantes[22]